# 岡崎栄松
岡崎 栄松（おかざき えいまつ、1882年（明治15年）12月22日 - 1960年（昭和35年）4月28日）は、かつての仙台市長である。
公選による終戦後初めての仙台市長として、同市の戦災復興に尽力した。

## 生い立ち
宮城県名取郡秋保村（現在の仙台市太白区西部）長袋字町に生まれ、宮城師範学校を経て日本大学法律学科に進学した。

## 職歴
大学卒業後は教育者となり、丸森小学校（宮城県丸森町）訓導、岩出山小学校（同・岩出山町）校長、宮城県桃生郡視学（教育行政官）を経て、1916年（大正5年）には宮城県県視学に就任した。
1919年（大正8年）からは行政職に転じ、横浜市役所、東京市社会局保護課長、同福利課長、同監査課長、同下谷区長、同大森区長、同電気局電灯部長を歴任した。1927年（昭和2年）には、日本栄養協会を設立し、学校給食の基礎を築いた。また、下谷区長時代には、横山大観や川合玉堂ら多くの芸術家との親交を持ち、私財を投じての支援も行った。1938年（昭和13年）、岡崎は改選予定の仙台市長の有力候補とされ、本人もそれを所望したものの、再選を目指す当時の市長・渋谷徳三郎らに阻止された。
1943年（昭和18年）、岡崎は疎開を兼ねて郷里に戻り、宮城県商工経済会理事長に就任した。

## 仙台市長
終戦翌年の1946年（昭和21年）6月、岡崎は仙台市長選挙に立候補して当選、同市市長に就任した。この選挙は、全国で初めての公選による、「モデル市長公選」として行われたものであったが、最終段階では市会（市議会）による投票に基づいて市長が選出される方式であった。選挙に先立つ同年5月15日には、仙台市北四番丁の松竹映画館で候補者4人による立会い演説会が行われ、会場は市民であふれたという。投票の結果、仙台市旧市街の各所（荒町・連坊、榴岡、上杉山、八幡など）では対抗候補で土木技師の金森誠之が1位を獲得したものの、岡崎は工場地域である長町や、農村部（西多賀、宮城野、六郷、中田など）で勝り、最多得票を獲得した。この結果を受けて仙台市会（市議会）は岡崎を次期市長として推薦、就任させた。
翌1947年（昭和22年）、地方自治法（同年施行）に基づいた再選挙が行われたが岡崎は再選され、市長職に留まった。

### 道路整備
岡崎は、仙台空襲等による焼け野原となっていた仙台市中心部に、青葉通り、広瀬通り、定禅寺通り、東二番丁通りといった、幅員の広い幹線道路を整備した。とりわけ青葉通りは並木道にされることが決定され、1951年（昭和26年）4月3日の岡崎による鍬入れに始まり、翌年までには180本のケヤキが、両側歩道に植栽された。これらの巨大な道路には当時、無駄・無意味であるとの批判も少なくなかったが、岡崎は「青葉通りは、私の死後必ずや評価されるであろう」と予言していたという。
また、勾当台公園、西公園といった仙台市中心部の諸公園も、岡崎が主導した戦災復興事業によって建設されたものである。

### 選挙無効判決
1951年（昭和26年）に3選された岡崎だったが、長期の市政運営による岡崎のワンマン体制下では、諸問題が山積するようになっていた。
このようななか、1955年（昭和30年）4月の仙台市長選挙では、新人候補である弁護士・島野武が、4選を目指す岡崎と対決した。開票結果は僅差（550票差）で島野が落選、岡崎は市長4期目に就任した。しかし、開票事務に不正があったなどとして島野側が裁判所に異議申し立てを行った結果、仙台高等裁判所は1957年（昭和32年）10月25日に同選挙の無効を決定、岡崎は失職した。
この決定に基づくやり直し選挙は1958年（昭和33年）に行われたが岡崎は立候補せず、対立候補に2,828票差をつけて当選した島野武が、次期仙台市長に就任した。

## 後年の活動
仙台市長を離職後の岡崎は宮城教育大学の創設に尽力し、同学の開校に際しては石灯篭を贈られた。
岡崎は1960年（昭和35年）に死去したが、生誕の地にある岡崎牧場には、生前岡崎が用いていた書斎や、岡崎が愛でていた栗の木が残っている。また、仙台市戦災復興記念館（仙台市青葉区）には、岡崎の銅像（胸像）が置かれている。

## その他
岡崎は1948年（昭和23年）から1951年（昭和26年）まで、仙台ロータリークラブの会長を務めていた。